# 袋瓣罩甦醒球
袋瓣罩甦醒球（英語：bag valve mask，縮寫：BVM），又稱袋瓣罩、袋閥面罩、甦醒球、球囊面罩，专卖名“Ambu bag”，是一种手持且手动复苏装置，用于为没有呼吸或无适当呼吸的患者提供正压通气；全套装置由儲氣袋、單向瓣膜、甦醒球及面罩組成，也可依适应症选择性地使用半套组合装置（甦醒球及面罩），藉強迫給氧的方式給予人工呼吸，不需自主呼吸。
袋瓣罩甦醒球可供氧，把氧氣流速開每分鐘15公升時及儲氣袋可輸送約100％氧氣，單使用甦醒球可輸送約21%氧氣（不含輸氧、儲氣袋），但因袋瓣罩甦醒球的面罩並沒有鬆緊帶，所以須手持面罩，此面罩分為三個尺寸成人、兒童（12-14歲或有第二性徵者）、嬰兒(約1個月至1歲也適用於新生兒）。如要長時間進行機械通氣（如：開刀），須插管或氣切。

## 適應症
袋瓣罩甦醒球適用於呼吸速率小於10下/分、气管內管插管前、使用非再呼吸型面罩無法改善呼吸問題、異物梗塞後倒下及心跳停止之傷患者。

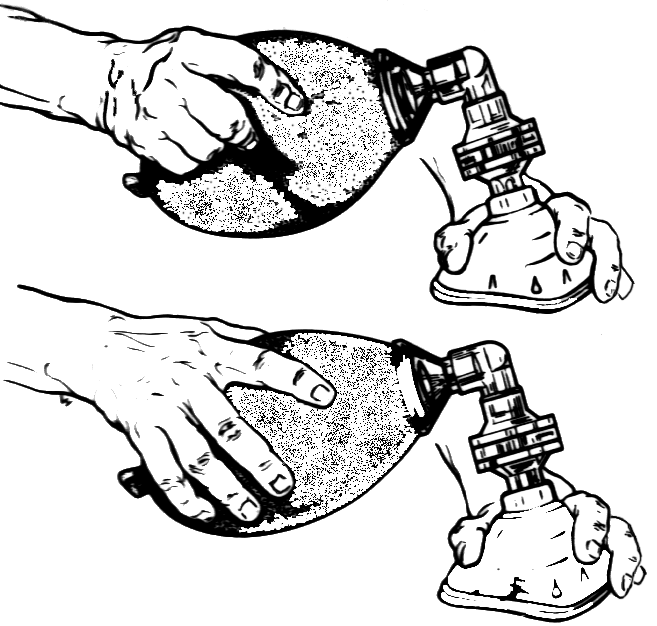
以左手用EC手勢扣住面罩並暢通呼吸道，以右手壓甦醒球。

## 操作步驟
接上氧氣導管、打開氧气瓶、壓力是否足夠、調整流速 、等待儲氣袋膨脹、面罩尖端朝鼻子，以左手用EC手勢扣住面罩並暢通呼吸道，以右手壓甦醒球。
註：如是異物梗塞、心跳停止可關閉安全閥以增加壓力。如是沒有意識之傷病患可建立輔助呼吸道（如：口咽、鼻咽呼吸道）以免舌頭卡住呼吸道。如是感染新冠肺炎等由飛沫傳染的病毒患者須加上HERA過濾器，以确保醫護人員安全。

## 給氣速率
如是有脈搏需人工呼吸者成人每6秒給予通氣1次，嬰兒及兒童每2~3秒給予通氣1次，新生兒每1秒給予1次通氣。
如是心跳停止之傷病患，心肺复苏比例為30：2，壓胸30下，配合給予通氣2次，為一個循環，5個循環或2分鐘進行電擊1次。新生兒的心肺復甦則為3：1，壓胸3下，配合通氣1次，為一個循環，15個循環量測一次脈搏。
如是已建立氣管內管或聲門上呼吸道，成人每6秒給予通氣1次，兒童及嬰兒每2~3秒給予通氣1次（如是心跳停止，心肺復甦及通氣分開進行，每2分鐘為1個循環）

## 原理
當醫療人員擠壓甦醒球本體時會產生正面壓力，進而將氧氣送進肺部並將二氧化碳擠出。